# Lin Li (natation)
Pour les articles homonymes, voir Lin Li et Lin.
Dans ce nom chinois, le nom de famille, Lin, précède le nom personnel.
Lin Li (chinois : 林莉, née le 9 octobre 1970 à Nantong, est une nageuse chinoise.

## Carrière
Lin Li remporte quatre médailles aux Jeux olympiques d'été :
- en 1992 à Barcelone, elle est sacrée championne olympique sur 200 mètres quatre nages (premier titre olympique de la natation chinoise), et médaillée d'argent sur 200 mètres brasse et sur 400 mètres quatre nages ;
- en 1996 à Atlanta, elle est médaillée de bronze sur 200 mètres quatre nages.